# Timau
Timau is een plaats (frazione) in de Italiaanse gemeente Paluzza.